# 黄金ナチ党員バッジ
黄金党員名誉章（Goldenes Ehrenzeichen der NSDAP）は、国民社会主義ドイツ労働者党（公式略称：NSDAP、蔑称：ナチ党、ナチス）が発行していた古参党員用のバッジ。金枠党員章或いは高級党員章と訳されることもある。通称は黄金ナチ党員バッジ（Goldenes Parteiabzeichen der NSDAP）。

## 概要
バッジには制服用の30.5mmと私服用の24mmがある。30.5mmバッジは宝飾品メーカーのDESCHLER & SOHN、24mmバッジはJOS. FUESSとDESCHLER & SOHNの2つのメーカーから異なるデザインのものが作られた。通常の党員章と異なり、金色の月桂冠で囲まれている。
黄金ナチ党員バッジは、ナチ党が政権を掌握した後の1933年11月9日に制定された。授与対象はナチ党に初期から参加し継続して活動していた古参党員のうち、党員番号10万番までであり、裏面には党員番号が刻印された。実際に「入党10万番以内」であったのは1929年中盤頃までと推定され、実際に授与された党員は6万人程度であったとされる。したがって正規の黄金バッジは制服用1、私服用1のセットで合計12万個程度である。ただし、党へ申請書類を送ることでスペアを宝飾品メーカーへ私費で発注することが許可されており、実際に複数のバッジを購入している者も多数いる。
この黄金バッジを有する党員は、一般バッジの党員（つまり遅れて入党してきた者）を「日和見主義者」とみなして馬鹿にすることが多かった。たとえば一般党員のバッジを「恐れのバッジ」（ナチスを畏怖して入党した者が受ける物）などと呼んで、笑いものにしていた。そのため、金枠バッジの平党員が一般バッジの幹部の命令を無視する等、党内秩序に支障をきたすケースが頻発した。
それら諸問題の解決のため、「黄金党員名誉章」としては廃止され、1936年1月30日に「金枠党員章総統功労章」として復活した。授与対象はアドルフ・ヒトラーが特別に功績を認めた者である。さらにヴィルヘルム・カイテル元帥（国防軍最高司令部総長）やルートヴィヒ・シュヴェリン・フォン・クロージク伯爵（ヒトラー内閣蔵相）などのように、非ナチ党員であってもヒトラーが特別な功績を認めた者には授与されることがあった。これらのバッジの裏面には党員番号ではなく、アドルフ・ヒトラーのイニシャル「A.H」と、ナチスにとって特別な出来事のあった年月日(党政権樹立年月日等)が刻印されている。ナチ体制下では、ドイツ勲章と血の勲章（1923年11月9日記念メダル）に次ぐ、第3位の功労賞とみなされた。
ヒトラーの黄金党員バッジの裏面の党員番号は「1」であった。他説として、ヒトラーの党員番号とされる「7」であるという説と、「7」に加えヒトラーのサインが刻印されているとされる説があるが、ドイツ労働者党時代のヒトラーの党員番号は555番であり、1921年の離党、復党の後にヒトラーに3680番の党員番号が交付された。1925年のナチ党再建時に党員番号の再登録が行われヒトラーの党員番号は1番となった。ヒトラーは自殺前にこれをマクダ・ゲッベルスに預けた。その後、ソ連軍に没収されてロシア連邦公文書館に収められていたが、2005年に何者かが盗んでいった。本物のヒトラーのバッジだとすれば300万ユーロ（当時4億円相当）の価値があるとされる。
ただし、マクダ・ゲッベルスが夫ヨーゼフと共に自殺した後、ゲッベルス夫妻の遺体はヒトラーと同様に親衛隊員によってガソリンで焼却されているため、党員バッジだけが無傷のままソ連軍に鹵獲されたと考えるのはいささか困難である。
尚、金枠党員章はコレクターに人気が高く、高額で取引されることから贋作が大量に流通している。その贋作バッジを専門にコレクションする研究家もいるほどである。